# Flumenthal
Flumenthal (im lokalen Dialekt Flumedau) ist eine politische Gemeinde im Bezirk Lebern des Kantons Solothurn in der Schweiz.

## Geographie

Luftbild (1958)

Flumenthal ist ein Haufendorf und liegt auf 430 m ü. M., sechs Kilometer ostnordöstlich des Kantonshauptortes Solothurn (Luftlinie). Das Gemeindegebiet liegt in der Region Unterer Leberberg. Das Dorf erstreckt sich leicht erhöht am nördlichen Rand der Aareniederung, nahe der Mündung der Siggern, am Jurasüdfuss, im Solothurner Mittelland. Durch das Gemeindegebiet fliesst das Aarbächli, ein kleiner Zufluss der Aare, welcher an sehr warmen Tagen kein Wasser führt und an sehr kalten Tagen einfriert.
Die Fläche des 3,1 km² grossen Gemeindegebiets umfasst einen Abschnitt des Solothurner Mittellandes. Der südliche Gemeindeteil wird von der breiten Aareniederung eingenommen, wobei ein kleiner Anteil des Gebietes mit dem Mösli und der Anstalt Schachen südlich der Aare liegt. Nach Norden erstreckt sich der Gemeindeboden von der Aareebene auf die Schotterterrasse von Flumenthal (460 m ü. M.) und erreicht auf der Höhe westlich des Dorfes mit 490 m ü. M. die höchste Erhebung von Flumenthal. Im Osten wird das Gebiet streckenweise vom Unterlauf der Siggern, eines linken Zuflusses der Aare, begrenzt. Von der Gemeindefläche entfielen 1997 19 Prozent auf Siedlungen, 26 Prozent auf Wald und Gehölze, 49 Prozent auf Landwirtschaft und etwas weniger als 6 Prozent war unproduktives Land.
Zu Flumenthal gehören mehrere Einzelhöfe. Diese sind der Egghof auf 477 m ü. M., die Scharlenmatt auf 467 m ü. M., die Höchi auf 455 m ü. M., das Flos auf 430 m ü. M., die Waldau auf 422 m ü. M., und der Unter dem Bord auf 425 m ü. M. Nachbargemeinden von Flumenthal sind Deitingen, Riedholz und Hubersdorf im Kanton Solothurn sowie Attiswil und Wangen an der Aare im Kanton Bern.

## Bevölkerung
| Bevölkerungsentwicklung | Bevölkerungsentwicklung |
| Jahr                    | Einwohner               |
| ----------------------- | ----------------------- |
| 1999                    | 1025                    |
| 2000                    | 1022                    |
| 2001                    | 1023                    |
| 2002                    | 1018                    |
| 2003                    | 990                     |
| 2004                    | 1013                    |
| 2005                    | 999                     |
| 2006                    | 1016                    |
| 2007                    | 1017                    |
| 2008                    | 1003                    |

Das Dorf hat insgesamt 453 Haushalte (Stand: 2005). Mit 1043 Einwohnern (Stand 31. Dezember 2023) gehört Flumenthal zu den kleineren Gemeinden des Kantons Solothurn. Von den Bewohnern sind 95 Prozent deutschsprachig, 1,1 Prozent albanischsprachig und 1,0 Prozent sprechen Italienisch (Stand 2000). Die Bevölkerungszahl von Flumenthal belief sich 1850 auf 346 Einwohner, 1900 auf 483 Einwohner. Mitte des 19. Jahrhunderts wurden auf Grund des Gesetzes zur Bekämpfung der Heimatlosigkeit jenische Familien eingebürgert. Im Verlauf des 20. Jahrhunderts stieg die Bevölkerungszahl vor allem nach dem Bau der Cellulosefabrik in Attisholz kontinuierlich an. Den bisherigen Höchststand erreichte Flumenthal 1999 mit 1025 Einwohnern.

## Wirtschaft
Flumenthal war bis in die zweite Hälfte des 20. Jahrhunderts ein vorwiegend durch die Landwirtschaft geprägtes Dorf. Heute haben der Ackerbau, der Obstbau und die Viehzucht nur noch einen geringen Stellenwert in der Erwerbsstruktur der Bevölkerung. Zahlreiche weitere Arbeitsplätze sind im lokalen Kleingewerbe und vor allem im Dienstleistungssektor vorhanden. In Flumenthal sind heute Betriebe des Baugewerbes, der Elektrobranche, der Informatik und Schreinereien vertreten. Die Cellulosefabrik im nahe gelegenen Attisholz (Gemeinde Riedholz) wurde 2008 geschlossen. Man befürchtet nun einen Bevölkerungsrückgang. Südöstlich des Dorfes befindet sich ein Unterwerk; südwestlich von Flumenthal wird die Aare durch ein Laufwasserkraftwerk auf dem Boden der Gemeinde Riedholz bis oberhalb von Solothurn aufgestaut. In den letzten Jahrzehnten hat sich das Dorf zu einer Wohngemeinde entwickelt. Viele Erwerbstätige sind deshalb Wegpendler, die hauptsächlich in der Region Solothurn arbeiten.
Die Scharlenmatt wird zudem für Industrie- und Gewerbebauten erschlossen und schliesslich verkauft. Des Weiteren wird mit der Lättackerstrasse und dem Grubenackerweg neuer Raum für Wohnhäuser erschlossen.

## Politik
Das Dorf ist vor allem von der Politik der FDP und der SP geprägt. Dies sind die Gemeinderatsmitglieder der Legislatur-Periode 2013–2017:
- Heiniger Christoph (Gemeindepräsident, FDP)
- Zubler Markus (Vize-Gemeindepräsident, FDP)
- Porta Daniel (FDP)
- Stampfli Nathalie (SP)
- Würsch Marianne (FDP)

## Kultur und Freizeit
Entlang der Aare und der Siggern befindet sich ein beliebtes und über die Kantonsgrenzen hinaus bekanntes Naherholungsgebiet. Ein kleiner Teil des südlich der Aare gelegenen Golfplatzes Wylihof liegt auf dem Gemeindegebiet von Flumenthal.
Der Fussballplatz Kressmatt wird vom Fussballclub SC Flumenthal als Spiel- und Trainingswiese benutzt. Der SC erreicht gute Ergebnisse in der Solothurner Liga und steht unter den Top 10.
Die Musikgesellschaft Flumenthal (gegründet 1907) ist einer der ältesten Vereine in Flumenthal und kann auf zahlreiche Erfolge zurückblicken.

## Verkehr
Die Gemeinde ist verkehrstechnisch gut erschlossen. Der Ortskern liegt neben der Hauptstrasse 5, die von Solothurn nach Olten führt. Der nächste Anschluss an die Autobahn A1 (Bern–Zürich) befindet sich rund 5 km vom Dorf entfernt. Am 9. Januar 1918 wurde die Eisenbahnlinie der Solothurn-Niederbipp-Bahn mit einem Bahnhof in Flumenthal in Betrieb genommen.

## Geschichte

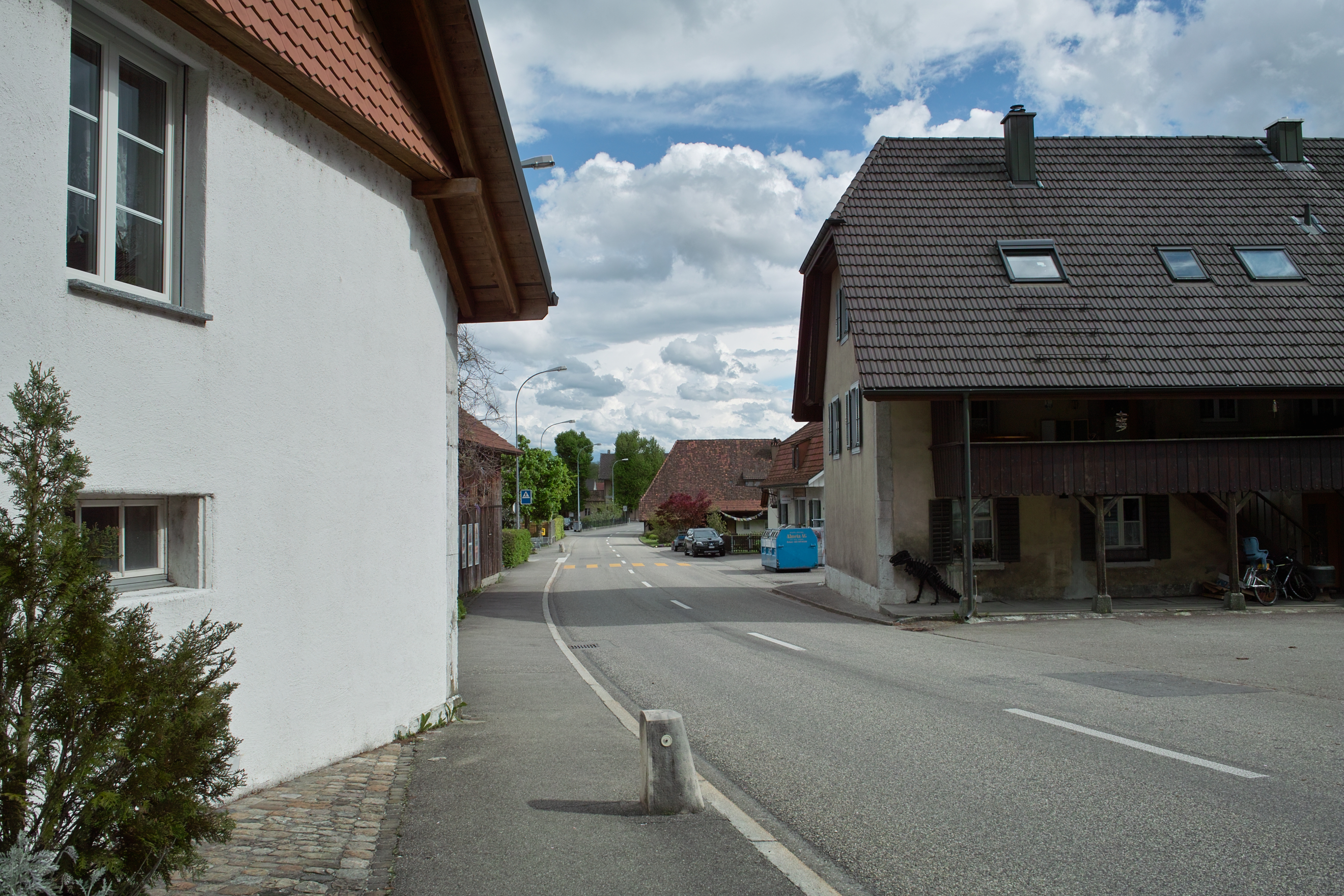
In Flumenthal, Mai 2012

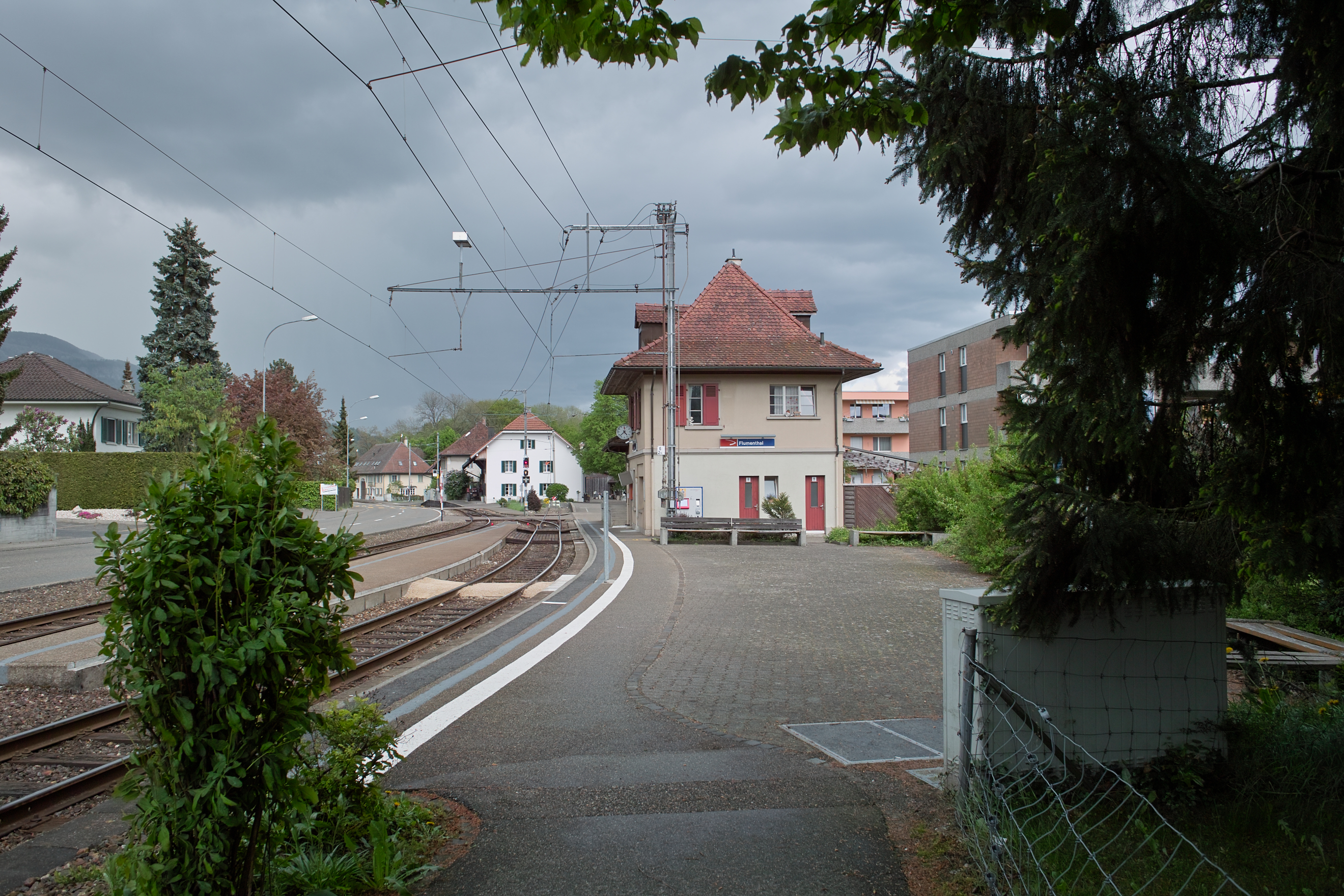
Bahnhof Flumenthal, Mai 2012 (Gebäude abgerissen im Herbst 2016)

Das Gemeindegebiet von Flumenthal war schon früh bewohnt. So wurden im Wald gegen Attisholz Mauerfundamente von mehreren römischen Villen entdeckt. Die erste urkundliche Erwähnung des Ortes erfolgte 1228 unter dem Namen Blummenta. Später erschienen die Bezeichnungen Blomentana (1285), Blumental (1312), Flumendal (1336) und Flumental (1374). Im 17. Jahrhundert wurde dann auch die Schreibweise Flummenthal verwendet. Der Ortsname bedeutet so viel wie grasreiche Senke, da das mittelhochdeutsche Wort bluome auch in der Bedeutung von Graswuchs gebraucht wurde.
Was Flumenthal geschichtlich gesehen in seiner Bedeutung aus dem Durchschnitt hervorhebt, ist der Stellenwert der Siggern als Grenze im Frühmittelalter. Der relativ unscheinbare Bach diente über mehrere Jahrhunderte als Grenzmarkierung zwischen den beiden damaligen Bistümern Lausanne (Flumenthaler Seite) und Basel (Attiswiler Seite; das Gebiet südlich der Aare gehörte zum Bistum Konstanz). Diese Grenze hatte seinerzeit einen wesentlich höheren Stellenwert als heutige Diözesan-Grenzen, weil dem Bischofsamt ein höherer gesellschaftlich-politischer Stellenwert zukam. Einigen Indizien gemäss (schriftliche Quellen dazu gibt es keine) bildete die heutige Kantonsgrenze in Form der Siggern zur Zeit der Merowinger im 7./8. Jahrhundert, also noch früher, auch ungefähr die Grenze zwischen den Stammesherzogtümern Burgund (Flumenthaler Seite) und Alemannien (Attiswiler Seite). Unter den Karolingern schied sie nebst den Bistümern auch die Verwaltungsregionen Waldgau und Buchsgau voneinander. Einzelnen jetztzeitlichen Karten-Darstellungen gemäss (sie widersprechen sich teils) verlief dann entlang der Siggern sogar ein kurzer Grenzabschnitt im Rahmen der gesamteuropäischen Reichsteilung von Ribemont.
Im weiteren Verlauf des Mittelalters unterstand Flumenthal der Herrschaft Balm. Zusammen mit dieser Herrschaft gelangte das Dorf 1312 als Reichslehen an die Grafen von Strassberg und nach verschiedenen Besitzerwechseln 1411 an Solothurn. Schon seit 1344 hatte die Stadt die hohe Gerichtsbarkeit über Flumenthal inne. Im 15. Jahrhundert unterstand das Dorf der Vogtei Balm, die vor 1487 um das Gericht Oberdorf erweitert wurde und von nun an als Vogtei Flumenthal in den Registern geführt wurde. Das Vogteigebiet umfasste den Jurasüdhang zwischen Bellach und Flumenthal, wobei der Vogt seinen Sitz nicht auf dem Gebiet, sondern in der Stadt Solothurn hatte. Flumenthal fungierte bis 1798 als Gerichtsort.
Flumenthal war seit dem Mittelalter Standort der Stammkirche der Herrschaft Balm und bildete den Mittelpunkt der Pfarrei. Erst 1695 wurde Günsberg zur selbständigen Kirchgemeinde erhoben. Nach dem Zusammenbruch des Ancien Régime (1798) gehörte Flumenthal während der Helvetik zum Verwaltungsbezirk Solothurn und ab 1803 zum Bezirk Lebern. Nach der Gründung der Zellulosefabrik im benachbarten Attisholz (Gemeinde Riedholz) erlebte auch Flumenthal um 1900 einen deutlichen Bevölkerungszuwachs.
Seit geraumer Zeit wurden im Unterleberberg Gespräche über eine Fusion der Gemeinden Riedholz, Hubersdorf, Günsberg, Kammersrohr, Niederwil, Balm bei Günsberg und Flumenthal selber geführt. Am 1. Januar 2011 fusionierten die Gemeinden Riedholz und Niederwil; eine Fusion unter Beteiligung der Gemeinde Flumenthal ist bisher nicht zustande gekommen.

## Sehenswürdigkeiten

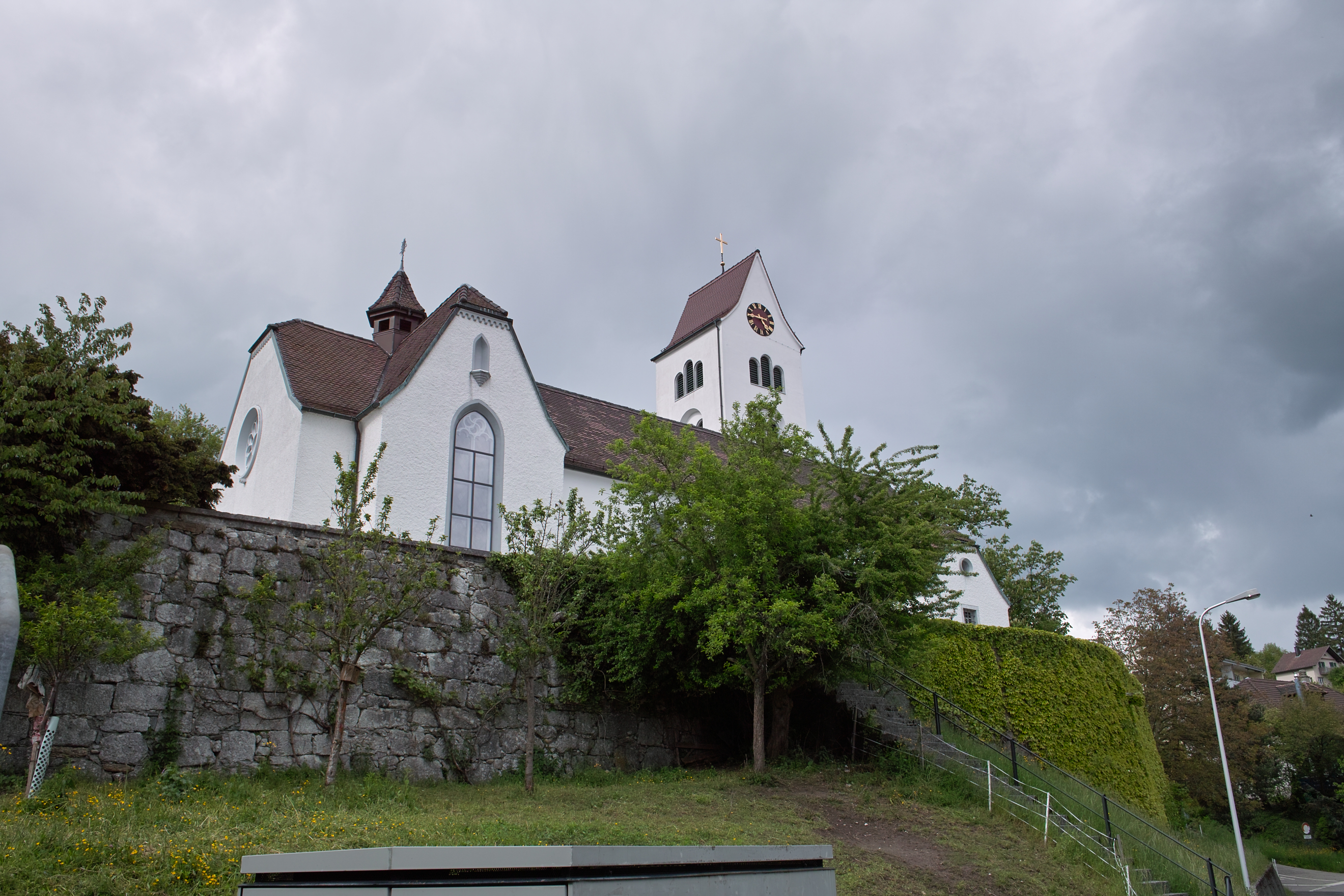
Kirche Flumenthal

Die Kirche St. Peter und Paul erhielt ihre heutige Gestalt beim Neubau im Jahr 1513. Sie enthält bedeutende Fresken aus der Erbauungszeit, die im Rahmen einer Renovation entdeckt wurden.

## Öffentliche Gebäude
Die Schweizerische Post hat eine Geschäftsstelle in Flumenthal (wurde Ende 2017 geschlossen), wie auch die Raiffeisenbank Solothurn. Ferner befinden sich in Flumenthal eine Bäckerei (wurde im Sommer 2009 geschlossen) im unteren Teil des Dorfes und eine Käserei im oberen Teil des Dorfes. Der Gasthof Neuhüsli wurde 1702 gegründet und ist heute das einzige Restaurant in Flumenthal, nachdem das Restaurant Post geschlossen wurde. Daneben gibt es weitere kleinere Betriebe wie der Blumenladen Regina und eine Arztpraxis.
Die Primarschule Flumenthal liegt in der Ortsmitte auf der Schotterterrasse und besitzt somit einen schönen Ausblick ins Schweizer Mittelland und zu den Alpen. Die Schule, welche 6 Klassen führt, besitzt einen Pavillon, in dem der Kindergarten Flumenthal untergebracht ist.

## Wappen
Blasonierung
In Gelb ein Mohrenhaupt mit weissem Stirnband und Kragen sowie roten Lippen
Das Gemeindewappen geht auf das ehemalige Vogteiwappen zurück. Es weist eventuell auf ein früheres Patrozinium hin; das heutige ist den Aposteln Peter und Paul geweiht. Vermutlich ist der Dargestellte der Heilige Mauritius, der Anführer der Thebäischen Legion, der auch die Solothurner Stadt- und Landpatrone St. Urs und St. Viktor angehörten. Die Dorfkirche wurde am 22. September 1514 am Mauritzentag von Bischof Aymon de Montfalcon geweiht, der in der Kathedrale von Lausanne eine eigene Thebäerkapelle erbauen und ausstatten liess.